# Pauline Bush
Pauline Bush (Lincoln, 22 maggio 1886 – San Diego, 1º novembre 1969) è stata un'attrice statunitense del cinema muto.

## Biografia
Soprannominata "La Madonna del cinema" (The Madonna of the movies) girò in carriera circa 250 pellicole. Esordì nel 1910 per l'Essanay passando poi all'American Film Manufacturing Company, dove ebbe come partner Lon Chaney in una serie di film diretti da Joseph De Grasse. Si ritirò nel 1917. Ritornò al cinema solo nel 1924 per una piccola parte in The Enemy Sex diretta da James Cruze. 
Nel 1915 sposò il regista di origine canadese Allan Dwan con cui aveva cominciato a lavorare dal 1911. La coppia divorziò nel 1921. Morì a causa di una broncopolmonite all'età di 83 anni.

## Filmografia
La filmografia è completa. Quando manca il nome del regista, questo non viene riportato nei titoli. Di seguito sono elencati i film di Pauline Bush che compaiono nella sua filmografia su IMDb

### 1910
- The Hand of Uncle Sam, regia di Tom Ricketts – cortometraggio (1910)

### 1911
- Strategy, regia di Allan Dwan – cortometraggio (1911)
- The Boss of Lucky Ranch, regia di Allan Dwan – cortometraggio (1911)
- A California Love Story, regia di Allan Dwan – cortometraggio (1911)
- The Opium Smuggler, regia di Allan Dwan – cortometraggio (1911)
- The Sheriff's Captive, regia di Allan Dwan – cortometraggio (1911)
- A Cowboy's Sacrifice, regia di Allan Dwan – cortometraggio (1911)
- Branding a Bad Man, regia di Allan Dwan – cortometraggio (1911)
- A Western Dream, regia di Allan Dwan – cortometraggio (1911)
- A Trooper's Heart, regia di Allan Dwan – cortometraggio (1911)
- A Daughter of Liberty, regia di Allan Dwan – cortometraggio (1911)
- The Ranch Tenor, regia di Allan Dwan – cortometraggio (1911)
- Rattlesnakes and Gunpowder, regia di Allan Dwan – cortometraggio (1911)
- The Sheepman's Daughter, regia di Allan Dwan – cortometraggio (1911)
- The Sage-Brush Phrenologist, regia di Allan Dwan – cortometraggio (1911)
- The Elopement on Double L Ranch, regia di Allan Dwan – cortometraggio (1911)
- $5000 Reward, Dead or Alive, regia di Allan Dwan – cortometraggio (1911)
- The Witch of the Range, regia di Allan Dwan – cortometraggio (1911)
- The Cowboy's Ruse, regia di Allan Dwan – cortometraggio (1911)
- Law and Order on Bar L Ranch, regia di Allan Dwan – cortometraggio (1911)
- The Yiddisher Cowboy, regia di Allan Dwan – cortometraggio (1911)
- The Broncho Buster's Bride, regia di Allan Dwan – cortometraggio (1911)
- The Hermit's Gold, regia di Allan Dwan – cortometraggio (1911)
- The Sky Pilot's Intemperance, regia di Allan Dwan – cortometraggio (1911)
- The Actress and the Cowboys, regia di Allan Dwan – cortometraggio (1911)
- A Western Waif, regia di Allan Dwan – cortometraggio (1911)
- The Call of the Open Range, regia di Allan Dwan – cortometraggio (1911)
- The Schoolm'am of Snake, regia di Allan Dwan – cortometraggio (1911)
- The Ranch Chicken, regia di Allan Dwan – cortometraggio (1911)
- Cupid in Chaps, regia di Allan Dwan – cortometraggio (1911)
- The Outlaw's Trail, regia di Allan Dwan – cortometraggio (1911)
- The Ranchman's Nerve, regia di Allan Dwan – cortometraggio (1911)
- The Cowboy's Deliverance, regia di Allan Dwan – cortometraggio (1911)
- The Cattle Thief's Brand, regia di Allan Dwan – cortometraggio (1911)
- The Parting of the Trails, regia di Allan Dwan – cortometraggio (1911)
- The Cattle Rustler's End
- Cattle, Gold and Oil, regia di Allan Dwan – cortometraggio (1911)
- The Ranch Girl, regia di Allan Dwan – cortometraggio (1911)
- The Poisoned Flume, regia di Allan Dwan – cortometraggio (1911)
- The Brand of Fear, regia di Allan Dwan – cortometraggio (1911)
- The Blotted Brand, regia di Allan Dwan – cortometraggio (1911)
- Auntie and the Cowboys, regia di Allan Dwan – cortometraggio (1911)
- The Cowboy and the Artist, regia di Allan Dwan – cortometraggio (1911)
- Three Million Dollars, regia di Allan Dwan – cortometraggio (1911)
- The Mother of the Ranch, regia di Allan Dwan – cortometraggio (1911)
- The Gun Man, regia di Allan Dwan – cortometraggio (1911)
- The Claim Jumper, regia di Allan Dwan – cortometraggio (1911)
- The Circular Fence, regia di Allan Dwan – cortometraggio (1911)
- The Rustler Sheriff, regia di Allan Dwan – cortometraggio (1911)
- The Love of the West, regia di Allan Dwan – cortometraggio (1911)
- The Miner's Wife, regia di Allan Dwan – cortometraggio (1911)
- The Land Thieves, regia di Allan Dwan – cortometraggio (1911)
- The Cowboy and the Outlaw, regia di Allan Dwan – cortometraggio (1911)
- Three Daughters of the West, regia di Allan Dwan – cortometraggio (1911)
- The Lonely Range, regia di Allan Dwan – cortometraggio (1911)
- The Horse Thief's Bigamy, regia di Allan Dwan – cortometraggio (1911)
- The Trail of the Eucalyptus, regia di Allan Dwan – cortometraggio (1911)
- The Stronger Man, regia di Allan Dwan – cortometraggio (1911)
- The Water War, regia di Allan Dwan – cortometraggio (1911)
- The Three Shell Game, regia di Allan Dwan – cortometraggio (1911)
- The Mexican, regia di Allan Dwan – cortometraggio (1911)
- The Eastern Cowboy, regia di Allan Dwan – cortometraggio (1911)
- The Way of the West, regia di Allan Dwan – cortometraggio (1911)
- The Test, regia di Allan Dwan – cortometraggio (1911)
- Jolly Bill of the Rocking R, regia di Allan Dwan – cortometraggio (1911)
- The Sheriff's Sisters, regia di Allan Dwan – cortometraggio (1911)
- The Angel of Paradise Ranch, regia di Allan Dwan – cortometraggio (1911)
- The Smoke of the .45, regia di Allan Dwan – cortometraggio (1911)
- The Last Notch, regia di Allan Dwan – cortometraggio (1911)

### 1912
- The Winning of La Mesa, regia di Allan Dwan – cortometraggio (1912)
- The Relentless Law, regia di Allan Dwan – cortometraggio (1912)
- Justice of the Sage, regia di Allan Dwan – cortometraggio (1912)
- Objections Overruled, regia di Allan Dwan – cortometraggio (1912)
- The Mormon, regia di Allan Dwan – cortometraggio (1912)
- Love and Lemons, regia di Allan Dwan – cortometraggio (1912)
- The Real Estate Fraud, regia di Allan Dwan – cortometraggio (1912)
- Where Broadway Meets the Mountains, regia di Allan Dwan – cortometraggio (1912)
- An Innocent Grafter, regia di Allan Dwan – cortometraggio (1912)
- Society and Chaps, regia di Allan Dwan – cortometraggio (1912)
- The Land Baron of San Tee, regia di Allan Dwan – cortometraggio (1912)
- From the Four Hundred to the Herd, regia di Allan Dwan – cortometraggio (1912)
- After School, regia di Allan Dwan – cortometraggio (1912)
- A Bad Investment, regia di Allan Dwan – cortometraggio (1912)
- The Tramp's Gratitude, regia di Allan Dwan – cortometraggio (1912)
- Fidelity, regia di Allan Dwan – cortometraggio (1912)
- The Maid and the Man, regia di Allan Dwan – cortometraggio (1912)
- The Agitator, regia di Allan Dwan – cortometraggio (1912)
- The Ranchman's Marathon, regia di Allan Dwan – cortometraggio (1912)
- The Coward, regia di Allan Dwan – cortometraggio (1912)
- The Distant Relative, regia di Allan Dwan – cortometraggio (1912)
- The Range Detective, regia di Allan Dwan – cortometraggio (1912)
- Driftwood, regia di Allan Dwan – cortometraggio (1912)
- Her Mountain Home o The Eastern Girl, regia di Allan Dwan – cortometraggio (1912)
- The Pensioners, regia di Allan Dwan – cortometraggio (1912)
- The End of the Feud, regia di Allan Dwan – cortometraggio (1912)
- The Other Wise Man, regia di Allan Dwan – cortometraggio (1912)
- The Haters, regia di Allan Dwan – cortometraggio (1912)
- The Thread of Life, regia di Allan Dwan – cortometraggio (1912)
- The Reward of Valor, regia di Allan Dwan (1912)
- The Brand, regia di Allan Dwan – cortometraggio (1912)
- Cupid Through Padlocks, regia di Allan Dwan – cortometraggio (1912)
- For the Good of Her Men, regia di Allan Dwan – cortometraggio (1912)
- The Weaker Brother, regia di Allan Dwan – cortometraggio (1912)
- The Marauders, regia di Allan Dwan – cortometraggio (1912)
- Under False Pretenses, regia di Allan Dwan – cortometraggio (1912)
- The Vanishing Race, regia di Allan Dwan – cortometraggio (1912)
- The Tell-Tale Shells, regia di Allan Dwan – cortometraggio (1912)
- The Canyon Dweller, regia di Allan Dwan – cortometraggio (1912)
- It Pays to Wait, regia di Allan Dwan – cortometraggio (1912)
- A Life for a Kiss, regia di Allan Dwan – cortometraggio (1912)
- The Meddlers, regia di Allan Dwan – cortometraggio (1912)
- The Girl and the Gun, regia di Allan Dwan – cortometraggio (1912)
- The Bad Man and the Ranger, regia di Allan Dwan – cortometraggio (1912)
- The Outlaw Colony, regia di Allan Dwan – cortometraggio (1912)
- The Land of Death, regia di Allan Dwan – cortometraggio (1912)
- The Jealous Rage, regia di Allan Dwan – cortometraggio (1912)
- The Will of James Waldron, regia di Allan Dwan – cortometraggio (1912)
- The Greaser and the Weakling, regia di Allan Dwan – cortometraggio (1912)
- The Marked Gun – cortometraggio (1912)
- The Stranger at Coyote, regia di Allan Dwan – cortometraggio (1912)
- The Dawn of Passion, regia di Allan Dwan – cortometraggio (1912)
- The Vengeance That Failed, regia di Allan Dwan – cortometraggio (1912)
- Geronimo's Last Raid, regia di John Emerson – cortometraggio (1912)
- The Foreclosure, regia di Allan Dwan – cortometraggio (1912)
- Their Hero Son, regia di Allan Dwan – cortometraggio (1912)
- Father's Favorite, regia di Allan Dwan – cortometraggio (1912)
- The Reformation of Sierra Smith, regia di Allan Dwan – cortometraggio (1912)
- The Promise, regia di Allan Dwan – cortometraggio (1912)
- The New Cowpuncher, regia di Allan Dwan – cortometraggio (1912)
- The Best Man Wins, regia di Allan Dwan – cortometraggio (1912)
- The Wooers of Mountain Kate, regia di Allan Dwan – cortometraggio (1912)
- One, Two, Three, regia di Allan Dwan – cortometraggio (1912)
- The Wanderer, regia di Allan Dwan  – cortometraggio (1912)
- Maiden and Men, regia di Allan Dwan – cortometraggio (1912)
- God's Unfortunates, regia di Allan Dwan – cortometraggio (1912)
- The Intrusion at Lompoc, regia di Allan Dwan – cortometraggio (1912)
- The Thief's Wife, regia di Allan Dwan – cortometraggio (1912)
- The Would-Be Heir, regia di Allan Dwan – cortometraggio (1912)
- An Idyl of Hawaii – cortometraggio (1912)
- Jack's Word, regia di Allan Dwan – cortometraggio (1912)
- Pals, regia di Allan Dwan – cortometraggio (1912)
- Nell of the Pampas, regia di Allan Dwan – cortometraggio (1912)
- The Power of Love, regia di Allan Dwan – cortometraggio (1912)
- The Recognition, regia di Allan Dwan – cortometraggio (1912)
- The Girl of the Manor, regia di Allan Dwan – cortometraggio (1912)
- Loneliness of Neglect, regia di Allan Dwan – cortometraggio (1912)

### 1913
- The Fraud That Failed, regia di Allan Dwan – cortometraggio (1913)
- Their Masterpiece, regia di Allan Dwan – cortometraggio (1913)
- The Silver-Plated Gun, regia di Allan Dwan – cortometraggio (1913)
- Women Left Alone, regia di Allan Dwan – cortometraggio (1913)
- The Cowboy Heir – cortometraggio (1913)
- Love Is Blind, regia di Allan Dwan – cortometraggio (1913)
- High and Low, regia di Allan Dwan – cortometraggio (1913)
- Jocular Winds, regia di Allan Dwan – cortometraggio (1913)
- An Eastern Flower, regia di Allan Dwan – cortometraggio (1913)
- The Ways of Fate, regia di Wallace Reid – cortometraggio (1913)
- Human Kindness, regia di Allan Dwan – cortometraggio (1913)
- Angel of the Canyons – cortometraggio (1913)
- The Wishing Seat – cortometraggio (1913)
- The Spirit of the Flag, regia di Allan Dwan – cortometraggio (1913)

- In Love and War, regia di Allan Dwan e Thomas H. Ince (1913)
- Unwritten Law of the West, regia di Gilbert P. Hamilton (1913)
- Women and War, regia di Allan Dwan (1913)
- Calamity Anne Takes a Trip, regia di Albert W. Hale (1913)
- A Tale of Death Valley, regia di Gilbert P. Hamilton (1913)
- The Powder Flash of Death, regia di Allan Dwan (1913)
- The Picket Guard, regia di Allan Dwan (1913)
- Mental Suicide, regia di Allan Dwan (1913)
- Man's Duty, regia di Allan Dwan (1913)
- The Mystery of Tusa, regia di Albert W. Hale (1913)
- The Animal, regia di Allan Dwan (1913)
- The Harvest of Flame, regia di Wallace Reid e, non accreditato, Marshall Neilan (1913)
- The Mystery of Yellow Aster Mine, regia di Frank Borzage (1913)
- The Gratitude of Wanda, regia di Wallace Reid (1913)
- Travelers of the Road, regia di Allan Dwan(1913)
- The Wall of Money, regia di Allan Dwan (1913)
- The Trap, regia di Edwin August (1913)
- The Echo of a Song, regia di Allan Dwan (1913)
- Criminals, regia di Allan Dwan (1913)
- When Death United (1913)
- The Restless Spirit, regia di Allan Dwan (1913)
- Jewels of Sacrifice, regia di Allan Dwan (1913)
- Forgotten Women, regia di J. Farrell MacDonald (1913)
- Back to Life, regia di Allan Dwan – cortometraggio (1913)
- Red Margaret, Moonshiner, regia di Allan Dwan (1913)
- Bloodhounds of the North, regia di Allan Dwan (1913)

### 1914
- The Lie, regia di Allan Dwan – cortometraggio (1914)
- The Honor of the Mounted, regia di Allan Dwan – cortometraggio (1914)
- Remember Mary Magdalen, regia di Allan Dwan – cortometraggio (1914)
- Discord and Harmony, regia di Allan Dwan (1914)
- The Menace to Carlotta, regia di Allan Dwan (1914)
- The Embezzler, regia di Allan Dwan (1914)
- The Lamb, the Woman, the Wolf, regia di Allan Dwan (1914)
- The End of the Feud, regia di Allan Dwan (1914)
- The Tragedy of Whispering Creek, regia di Allan Dwan (1914)
- The Unlawful Trade, regia di Allan Dwan (1914)
- The Forbidden Room, regia di Allan Dwan (1914)
- The Hopes of Blind Alley, regia di Allan Dwan (1914)
- The Oubliette, regia di Charles Giblyn (1914)
- Her Bounty, regia di Joseph De Grasse (1914)
- The Higher Law, regia di Charles Giblyn (1914)
- Richelieu, regia di Allan Dwan (1914)
- The Pipes o' Pan, regia di Joseph De Grasse (1914)
- Virtue Is Its Own Reward, regia di Joseph De Grasse (1914)
- Her Life's Story, regia di Joseph De Grasse (1914)
- Lights and Shadows, regia di Joseph De Grasse – cortometraggio (1914)
- The Lion, the Lamb, the Man, regia di Joseph De Grasse (1914)
- A Night of Thrills, regia di Joseph De Grasse (1914)
- Her Escape, regia di Joseph De Grasse (1914)

### 1915
- The Sin of Olga Brandt, regia di Joseph De Grasse (1915)
- The Star of the Sea, regia di Joseph De Grasse (1915)
- A Small Town Girl, regia di Allan Dwan – cortometraggio (1915)
- The Measure of a Man, regia di Joseph De Grasse (1915)
- The Threads of Fate, regia di Joseph De Grasse (1915)
- When the Gods Played a Badger Game, regia di Joseph De Grasse (1915)
- Such Is Life, regia di Joseph De Grasse (1915)
- Where the Forest Ends, regia di Joseph De Grasse (1915)
- Outside the Gates, regia di Joseph De Grasse (1915)
- All for Peggy, regia di Joseph De Grasse (1915)
- The Desert Breed, regia di Joseph De Grasse (1915)
- Maid of the Mist, regia di Joseph De Grasse (1915)
- A Man and His Money, regia di Joseph De Grasse (1915)
- The Grind, regia di Joseph De Grasse (1915)
- The Girl of the Night, regia di Joseph De Grasse (1915)
- Unlike Other Girls, regia di Joseph De Grasse (1915)
- An Idyll of the Hills, regia di Joseph De Grasse (1915)
- The Stronger Mind, regia di Joseph De Grasse (1915)
- When Love Is Love, regia di Henry MacRae (1915)
- The Heart of Cerise, regia di Joseph De Grasse (1915)
- The Struggle, regia di Joseph De Grasse (1915)
- A Mountain Melody, regia di Joseph De Grasse (1915)
- Simple Polly, regia di Joseph De Grasse (1915)
- Steady Company, regia di Joseph De Grasse (1915)
- Betty's Bondage, regia di Joseph De Grasse (1915)
- Payment Received, regia di Jacques Jaccard (1915)

### 1916
- Accusing Evidence, regia di Allan Dwan (1916)

- The Wall of Flame (1916)

### 1917
- Double Revenge, regia di Allan Dwan (1917)
- Nature's Calling, regia di Allan Dwan (1917)
- The Old Sheriff, regia di Allan Dwan (1917)
- The Man Who Saved the Day, regia di Wallace Reid (1917)
- Mouth-Organ Jack, regia di Allan Dwan (1917)
- The Mask of Love, regia di Joseph De Grasse (1917)

### 1924
- The Enemy Sex, regia di James Cruze (1924)

### Documentario
- The Great Universal Mystery, regia di Allan Dwan (1914)